# Gat reticulat
El gat reticulat (Scyliorhinus retifer) és una espècie de peix de la família dels esciliorrínids i de l'ordre dels carcariniformes
que es troba a l'Atlàntic occidental: des del sud de Nova Anglaterra fins a Florida i des del nord del Golf de Mèxic fins a Nicaragua.
És un peix marí de clima subtropical que viu entre 36-750 m de fondària. Els mascles poden assolir 48 cm de longitud total.